# Bataille de la Grenouillère
 (novembre 2023).
Si vous disposez d'ouvrages ou d'articles de référence ou si vous connaissez des sites web de qualité traitant du thème abordé ici, merci de compléter l'article en donnant les références utiles à sa vérifiabilité et en les liant à la section « Notes et références ».
Guerre du pemmican
La bataille de la Grenouillère (en anglais, Battle of Seven Oaks) a eu lieu le 19 juin 1816 pendant le long conflit opposant la Compagnie de la Baie d'Hudson à la Compagnie du Nord-Ouest, compagnies rivales du commerce de fourrure au Canada occidental. Le site de la bataille a été désigné lieu historique national en 1920.

## Histoire
En tant qu'employés des deux compagnies, les métis ont commencé à s'installer le long de la rivière Assiniboine et de la rivière Rouge (le secteur autour de la ville actuelle de Winnipeg, Manitoba). En 1811, l'actionnaire majoritaire de la Compagnie de la Baie d'Hudson, Lord Selkirk, demande et reçoit des terrains pour s'y installer. Avec l'arrivée de colons en 1812, de nouvelles tensions se font jour et des métis s'installent de force. Lorsque les colons connaissent de durs moments après les premiers hivers, il devient évident que Fort Douglas, le fort de la colonie de la rivière Rouge, veut conserver ses provisions pour ses habitants. Le gouverneur d'Assiniboia, Miles McDonald, publie, de plus, en janvier 1814 une proclamation interdisant l'exportation du pemmican depuis Assiniboia. Cette proclamation menace sérieusement la vie des métis car ils dépendent fortement de ce commerce pour survivre. Beaucoup de métis et d'employés de la Compagnie du Nord-Ouest sont donc opposés à cette proclamation.
Le 19 juin 1816, lorsque Cuthbert Grant et quelques-uns de ses hommes sont aperçus, tentant d'éviter Fort Douglas sur leur chemin vers Fort Bas-de-la-Rivière sur le lac Winnipeg, le nouveau gouverneur Robert Semple qui a remplacé Miles McDonald, et vingt-quatre hommes partent pour l'intercepter. Ils se rencontrent en un lieu appelé Les sept chênes. Un coup de fusil est tiré et Semple est blessé à la jambe. Cette action déclenche une bataille au fusil. En quelques minutes, le gouverneur Robert Semple et 20 de ses hommes gisent morts par terre. Un seul métis est mort. Cuthbert Grant garde un des hommes comme prisonnier et l'envoie demander la capitulation du Fort Douglas. La colonie capitule immédiatement.
Cet incident marque le début d'une guerre totale entre les hommes de la Compagnie de la Baie d'Hudson et ceux de la Compagnie du Nord-Ouest.
Cuthbert Grant devient, plus tard, une figure importante à la Compagnie de la Baie d'Hudson après sa fusion avec la Compagnie du Nord-Ouest.